# Antrocamptus longifurcatus
Antrocamptus longifurcatus is een eenoogkreeftjessoort uit de familie van de Canthocamptidae. De wetenschappelijke naam van de soort is voor het eerst geldig gepubliceerd in 1970 door Rouch.